# Faust Ovidius
Faust Ovidius (1896. október 16. – 1972. április 18.) Pozsony város múzeumának igazgatója, levéltáros, történész.

## Élete

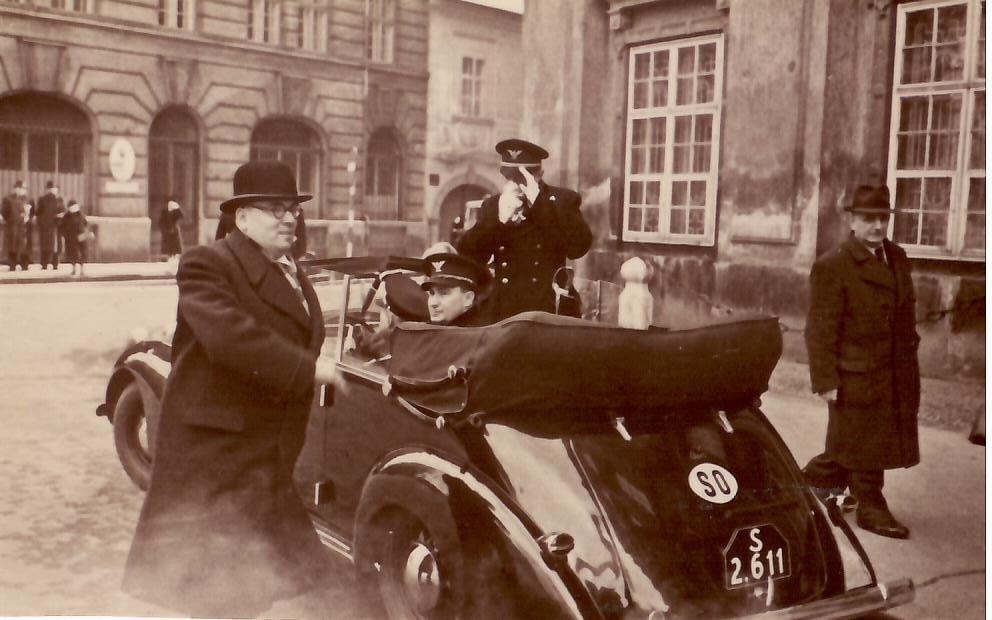
Ovidius Faust

Egyesítette Pozsonyban a levéltárat, a múzeumot és a segédkönyvtárat, amely intézmény igazgatója lett. Sokat foglalkozott levéltári kutatással, elsősorban Pozsony történelmét illetően, gyűjteménykezeléssel és gyarapítással, illetve kiállítások rendezésével. Létrehozatta a konzervátor műhelyt, a könyvtári anyagot pedig kiszélesítette. 1935-ben Pozsony város tanácsa magisztrátusi tanácsnoknak és a kultúrcsoport vezetőjének nevezte ki. 1945 tavaszán azonban érdemei ellenére üldöztetésben részesült, hivatalaitól megfosztották és internálták. 1965-ben Prágában a kultúra- és oktatásügyi miniszter személyes kitüntetésében részesült. Ezek után élete végéig különböző helyeken dokumentátorként dolgozott. Vagyonát és hagyatékát a Pozsony Városi Múzeumra hagyta. A Márton-temetőben nyugszik.

## Művei
- 1920 Bratislava a okolie.
- 1927 Cechové pamiatky z Bratislavy a okolia. In: Župa Bratislavská 1927
- 1928 Kunstseide. Dresden - Leipzig.
- 1930 Bratislava - Umelecké a historické pamiatky. Bratislava.
- 1933 Zo starých zápisnic mesta Bratislavy. Bratislava.
- 1933 Sprievodca po okolí mesta Bratislavy.
- 1934 Československé udalosti rokov 1848-1849 v zrkadle bratislavskej súdobej tlače.
- 1934 K dejinám Habánov vo Veľkých Levároch. Ročenka vedeckých ústavov mesta Bratislavy na rok 1934.
- 1934 Pamätny spis Bratislavy hlavného mesta Slovenska. (tsz. František Kraus)
- 1935 Československý Dunaj.
- 1935 Die Umgebung von Bratislava.
- 1937 Archív mesta Bratislavy - Súpis erbových listín zemianskych.
- 1940 Weimar und Pressburg.
- 1944 Bratislava hlavné mesto Slovenska.
- 1964 Ázijské zbierky. (tsz. B. Králiková)